# مجموعة ذا أنجل ميكرز في ناجيريف
ذا أنجل ميكرز في ناجيريف مجموعة من النساء اللاتي يعشن في قرية ناجيريف، المجر واللاتي سممن حتى الموت ما يقدر بنحو 300 شخص بين عامي 1914 و1929 (ومع ذلك، تقول بيلا بودو أن عدد الضحايا 45-50). وكان يتم تزويدهن بالزرنيخ وتشجيعهن على استخدامه لهذا الغرض من قبل قابلة أو «امرأة حكيمة» تُدعى جوليا فازيكاس وشريكتها سوسي أولاه (سوزانا أولاه).
وكانت قصتهن موضوع الفيلم الوثائقي The Angelmakers وفيلم Hukkle.

## الجرائم
كانت فازيكاس قابلة في منتصف العمر وصلت إلى ناجيريف عام 1911، وكان زوجها مفقودًا بالفعل عند وصولها بدون سبب. وبين عامي 1911 و1921 تم سجنها 10 مرات لإجراء عمليات إجهاض غير قانونية، ولكن تمت تبرئتها باستمرار من قبل قضاة يدعمون الإجهاض.
في المجتمع المجري في ذلك الوقت، كان يتم اختيار زوج المستقبل للعروسة في سن المراهقة من قبل عائلتها وكانت تُجبر على قبول اختيار والديها. ولم يكن الطلاق مسموحًا به اجتماعيًا، حتى لو كان الزوج مدمنًا للكحول أو يؤذيها جسديًا. وخلال الحرب العالمية الأولى، عندما تم إرسال رجال أصحاء للقتال في جانب المجر والنمسا، كانت قرية ناجيريف الريفية موقعًا مثاليًا للاحتفاظ بـأسرى الحرب من الحلفاء. وبسبب تقييد حرية سجناء الحرب حول القرية، غالبًا ما كان للنساء اللاتي يعشن هناك عشيق واحد أجنبي أو أكثر أثناء غياب أزواجهن. وعندما عاد الرجال، رفض كثير منهم علاقات زوجاتهم وتمنوا العودة إلى طريقتهم السابقة في الحياة، مما خلق وضعًا متفجرًا. وفي هذا الوقت، بدأت فازيكاس في إقناع النساء اللاتي يرغبن في الهرب من هذا الوضع بتسميم أزواجهن باستخدام الزرنيخ المصنوع من ورق قتل الذباب المغلي وقَشطُه من ناحية البقايا القاتلة.
وبعد قتلهن لأزواجهن في بداية الأمر، استمرت بعض النساء في تسميم آبائهن الذين أصبحوا عبئًا عليهن أو للحصول على نصيبهن من الإرث. وقامت أخريات بتسميم عشاقهن حتى أن بعضهن قمن بتسميم أبنائهن؛ حيث قالت لهن القابلة «لماذا توفرون لهم مكانًا ليعيشوا معكن؟».
حدثت أول حالة تسمم في ناجيريف عام 1911، ولكنه لم يكن عمل فازيكاس. وسرعان ما تبعها وفاة الأزواج والأطفال وأفراد الأسرة. وأصبح القتل بالسم هواية، وبحلول منتصف عشرينيات القرن العشرين (1920)، حصلت ناجيريف على لقب «منطقة القتل». فقد كانت هناك حوالي 45-50 جريمة قتل على مدى الـ 18 سنة التي عاشت فيها فازيكاس في المنطقة. وقد كانت أقرب مهنة للطبيب موجودة في القرية وكانت ابنة عمها كاتبة كانت تملأ كل شهادات الوفاة، مما يسمح بعدم كشف عمليات القتل.

## القبض علي المجموعة
تم الاستشهاد بثلاثة روايات متضاربة لشرح كيفية اكتشاف مجموعة ذا أنجل ميكرز في النهاية. في أحدها، تم القبض على السيدة زابو، وهي واحدة من المجموعة، وهي تقوم بتسميم اثنين من الزوار الذين نجوا من محاولات التسمم. وقد أشارت بأصابع الاتهام للسيدة بوكينوفيسكي، التي تدعى فازيكاس. وفي رواية أخرى، وجد طالب في كلية الطب في بلدة مجاورة مستويات عالية من الزرنيخ في جسم جرفته الأمواج على ضفة النهر، مما أدى إلى إجراء تحقيق. ومع ذلك، وفقًا لبيلا بودو، وهو مؤرخ مجري أمريكي ومؤلف أول كتاب علمي حول هذا الموضوع، ظهرت في النهاية جرائم القتل علانية عام 1929 عندما وصلت رسالة مجهولة إلى رئيس تحرير صحيفة محلية صغيرة يتهم فيها النساء من منطقة تيزازوج في البلد بتسميم أفراد أسرهم. واستخرجت السلطات عشرات الجثث من المقبرة المحلية، وتم توجيه الاتهام إلى 34 امرأة ورجل واحد.
بعد ذلك، تمت محاكمة 26 من مجموعة ذا أنجل ميكرز، ومن بينهن سوسي أولاه. وحكم على ثمانية منهم بالموت ولكن لم يتم إعدام إلا اثنتين فقط. وخضعت 12 أخريات لعقوبة السجن.

## قائمة المصادر
- Gregson, Jessica. The Angel Makers. PaperBooks Ltd. 2007. ISBN 0-9551094-6-9.
- Newton, Michael. The Encyclopedia of Serial Killers. 2nd edition. Checkmark Books. 2006. ISBN 0-8160-6196-3. pp.&nbsp;1&ndash;2.
- Bodó, Béla. Tiszazug: A Social History of a Murder Epidemic. Columbia University Press East European Monographs, 2003. ISBN 0-88033-487-8.

## وصلات خارجية
- Crime Library
- CLEWS The Historic True Crime Blog
- Angelmakers - Film website